# Landore
Landore (en anglais) ou Glandŵr (en gallois) est une communauté de la cité et comté de Swansea, au pays de Galles.

## Géographie
Landore est un quartier résidentiel situé à 4 km au nord du centre-ville de Swansea, sur la rive droite de la Tawe (en). Il abrite notamment le Swansea.com Stadium.

## Démographie
Au recensement de 2011, la communauté de Landore comptait 6 168 habitants.